# Братское кладбище (Рига)
Рижское Братское кладбище (латыш. Rīgas Brāļu kapi) — крупнейшее воинское кладбище в Латвии.
Проектирование мемориального комплекса продолжалось с 1924 по 1936 год.
Архитекторы Александр Бирзениекс и Пётр Феддерс. Архитектор ландшафтной части Андрей Зейдак. Скульптор Карлис Зале.

## Описание
С обеих сторон от входа расположены две скульптурные группы всадников. Липовая аллея соединяет вход с главной террасой, а по обе стороны находятся дубовые рощи. Две лестницы по бокам ведут с террасы вниз к геометрически правильному партеру с могилами, на каждой из которых лежит плита из песчаника или плитняка. Возле ступеней находятся две скульптурные группы «Умирающих всадников», а в средней части горельеф «Павшие братья». Ансамбль завершает стена с историческими гербами городов и уездов Латвии. У стены находятся четыре изваяния древнелатышских воинов, символизирующие края Латвии — Курземе, Земгале, Видземе и Латгале — а в центре, над девятиметровым массивом стены возвышается монумент: «Мать Латвия», благословляющая венком своих павших сыновей.

## Захоронения
На Братском кладбище похоронено около 2000 воинов. Начиная с октября 1915 года здесь хоронили стрелков, павших в боях Первой мировой войны; после Февральской революции 1917 года захоронили солдат, расстрелянных за отказ сражаться в царской армии, а весной 1919 года — красных латышских стрелков, погибших в борьбе с контрреволюцией. Здесь похоронен деятель революционного движения в Латвии Ф. Розиньш (1870—1919).
В годы независимости Латвии на Братском кладбище хоронили офицеров Латвийской армии. 
В 1958 году на Братском кладбище захоронили воинов, павших во Второй мировой войне, и бойцов партизанских бригад. 
В 1942 году в центре мемориального комплекса  был похоронен  скульптор Карлис Зале, а в 1980 году автор ансамбля — архитектор Александр Бирзениекс.